# Жильцы со второго этажа
«Жильцы со второго этажа», известен также как «Незнакомец со второго этажа» (яп. 二階の他人 никай-но танин) — японский чёрно-белый среднеметражный (продолжительностью всего лишь 56 мин.) фильм-драма с комедийной интонацией, которым Ёдзи Ямада дебютировал в качестве режиссёра-постановщика в 1961 году. Сценарий Ёситаро Номуры написан на основе произведения Кё Такигавы.

## Сюжет
Масами занял деньги на строительство нового дома для себя и своей жены Акико. Чтобы сэкономить на расходах при строительстве дома, они решили обойтись без ванной комнаты, тем более, что через дорогу расположена общественная баня и добавили дополнительно второй этаж с намерением сдавать его квартирантам, рассчитывая при этом на небольшой доход. Масами и Акико хорошо слаженная молодая чета, они счастливы в компании друг друга и привержены формированию гармоничного будущего. Однако, у них начинаются проблемы с жильцами второго этажа, супружеской парой Хисао и Харуко, которые уже третий месяц не платят квартплату. Не особо желая затрагивать эту щекотливую тему, Масами и Акико, тем не менее пытаются поначалу мягко, намекая квартирантам о выплате задолженности, затем прибегая к более радикальным мерам, например, отказывая им в питании (которое по условиям договора об аренде входило в стоимость проживания). Наконец долготерпенье хозяев дома заканчивается, и они объявляют своим неплатёжеспособным жильцам о выселении. Но и выселить столь непорядочных жильцов оказалось не так-то просто, пришлось прибегнуть к помощи соседа, который работает в полиции.
Если Масами и Акико не нравились Хисао и Харуко по причине их нежелания платить квартплату, то с их следующими жильцами возникла противоположная проблема. У Тайдзо и Ёко, похоже, есть деньги, и даже немалые. Акико быстро входит во вкус, восторгаясь трепетным изяществом и элегантностью высшего класса их новых постояльцев, и очевидно, предполагает, что наконец-то у них не будет проблем с деньгами за квартплату. Новые жильцы просят Масами и Акико о пристройке к дому ванной комнаты и дают на это деньги. Затем жильцы ещё дают Масами 200 000 иен для уплаты долга, в который он влез при строительстве дома. Затем выясняется, что Тайдзо и Ёко не совсем те, кем они кажутся на первый взгляд. Узнав скандальную правду о своих новых постояльцах, Масами и Акико пребывают в сомнениях — во-первых им нравятся Тайдзо и Ёко, во-вторых они перед ними в долгу благодаря кредиту и деньгам за ванную, но они также беспокоятся о том, как бы им не пришлось стать соучастниками или обвиняемыми в пособничестве и укрывательстве преступников, так как их деньги краденые. Но всё в конце концов заканчивается вполне благополучно для молодой пары.

## В ролях
- Кадзуя Косака — Масами Хамуро
- Кёко Аой — Акико Хауро, жена Масами
- Тоё Такахаси — Томи Хамуро, мать Масами
- Коскэ Ноно — Теппэй
- Таканобу Ходзуми — Синъя Хамуро, старший брат Масами
- Масааки Хирао — Хисао Коидзуми
- Тиэко Сэки — Харуко Коидзуми, жена Хисао
- Тацуо Нагаи — Тайдзо Курусима
- Рэйко Хитоми — Ёко Курусима, жена Тайдзо
- Коэй Ямамото — Эндо, полицейский
- Фудзио Суга — Митамура

## Премьеры
- — национальная премьера фильма состоялась 15 декабря 1961 года[1].

## Комментарии
1. ↑  Русское название «Незнакомец со второго этажа» распространено в советском киноведении, например в книге о японском кино Инны Генс «Бросившие вызов. Японские кинорежиссёры 60—70 годов». М. Искусство, 1988 (стр. 266), в энциклопедическом издании «Режиссёрская энциклопедия: Кино Азии, Африки, Австралии, Латинской Америки» (стр. 139—140), под названием «Жильцы со второго этажа» фильм появился с русским переводом в сети на торрент-трекерах и сайтах онлайн-просмотров.